# Prays peregrina
Prays peregrina là một loài bướm đêm thuộc họ Yponomeutidae. Nó được phát hiện lần đầu ở Bắc London năm 2003, và tiếp theo là vườn vật lý Chelsea Physic, Tây năm 2005. Kể từ đó chúng được ghi nhận ở khu vực Luân Đôn và Kent. Tuy được biết ở Đại Anh, đây lại là loài gốc châu Á.
Sải cánh dài khoảng 14 mm.